# 骷髅岛
骷髅岛（英語：Skull Island）是一座在印度洋中未经发掘的虛構岛屿，首次出现於1933年的电影《金刚》中，之后又在其续集和两部重拍電影中出现。作品中將虚构怪兽金刚形容為岛嶼上被人发现的生物；该岛嶼上还有大量史前动物。在电影中，將該島的位置描绘成苏门答腊岛附近。
2017年電影《金刚：骷髅岛》裡骷髅岛的相關場景實際上是在越南取景的。
在1962年日本電影《金剛對哥吉拉》，金剛所生活的島嶼名叫巴魯島（日语：ファロ島）。